# Station Whalley Lancs
Whalley Lancs is een spoorwegstation van National Rail in Ribble Valley in Engeland. Het station is eigendom van Network Rail en wordt beheerd door Northern Rail. 